# Coppa Europa di sci alpino 1974
La Coppa Europa di sci alpino 1974 fu la 3ª edizione della manifestazione organizzata dalla Federazione internazionale sci.
In campo maschile l'austriaco Christian Witt-Döring si aggiudicò sia la classifica generale, sia quella di discesa libera; lo svizzero Werner Mattle vinse quella di slalom gigante e l'italiano Giulio Corradi quella di slalom speciale. L'italiano Fausto Radici era il detentore uscente della Coppa generale.
In campo femminile la sammarinese Elena Matous si aggiudicò sia la classifica generale, sia quella di slalom speciale; l'austriaca Elfi Deufl vinse quella di discesa libera, la spagnola Conchita Puig quella di slalom gigante. La francese Martine Couttet era la detentrice uscente della Coppa generale.

## Uomini

### Classifiche

#### Generale
| Pos. | Nome                  | Nazione | Punti |
| ---- | --------------------- | ------- | ----- |
| 1    | Christian Witt-Döring | Austria | 138   |
| 2    | Josef Loidl           | Austria | 130   |
| 3    | Giulio Corradi        | Italia  | 128   |

#### Discesa libera
| Pos. | Nome                  | Nazione | Punti |
| ---- | --------------------- | ------- | ----- |
| 1    | Christian Witt-Döring | Austria | 105   |
| 2    | Josef Loidl           | Austria | 73    |
| 3    | Franco Bieler         | Italia  | 47    |

#### Slalom gigante
| Pos. | Nome             | Nazione  | Punti |
| ---- | ---------------- | -------- | ----- |
| 1    | Werner Mattle    | Svizzera | 90    |
| 2    | Laurent Mazzilli | Francia  | 75    |
| 3    | Sepp Oberfrank   | Italia   | 63    |

#### Slalom speciale
| Pos. | Nome                        | Nazione | Punti |
| ---- | --------------------------- | ------- | ----- |
| 1    | Giulio Corradi              | Italia  | 120   |
| 2    | Roland Roche                | Francia | 81    |
| 3    | Juan Manuel Fernández Ochoa | Spagna  | 64    |

## Donne

### Classifiche

#### Generale
| Pos. | Nome             | Nazione    | Punti |
| ---- | ---------------- | ---------- | ----- |
| 1    | Elena Matous     | San Marino | 195   |
| 2    | Conchita Puig    | Spagna     | 154   |
| 3    | Agnès Vivet-Gros | Francia    | 133   |

#### Discesa libera
| Pos. | Nome               | Nazione | Punti |
| ---- | ------------------ | ------- | ----- |
| 1    | Elfi Deufl         | Austria | 81    |
| 2    | Brigitte Totschnig | Austria | 60    |
| 3    | Marianne Ranner    | Austria | 55    |

#### Slalom gigante
| Pos. | Nome          | Nazione    | Punti |
| ---- | ------------- | ---------- | ----- |
| 1    | Conchita Puig | Spagna     | 125   |
| 2    | Elena Matous  | San Marino | 100   |
| 3    | Odile Chalvin | Francia    | 80    |

#### Slalom speciale
| Pos. | Nome             | Nazione    | Punti |
| ---- | ---------------- | ---------- | ----- |
| 1    | Elena Matous     | San Marino | 95    |
| 2    | Agnès Vivet-Gros | Francia    | 63    |
| 3    | Odile Chalvin    | Francia    | 50    |